# Пападимитриу, Христос
Христос Харилаос Пападимитриу (греч. Χρήστος Χαριλάος Παπαδημητρίου; род. 1949, Афины) — греческий и американский учёный-информатик. Член Национальных Академии наук (2009) и Инженерной академии США, профессор Калифорнийского университета в Беркли.

## Биография
Учился в Афинском политехническом университете (бакалавр электротехники, 1972) и Принстонском университете (магистр в области электротехники, 1974 и PhD в области электротехники и информатики, 1976). Преподавал в Гарварде, Массачусетском технологическом институте, Афинском политехническом университете, Стэнфорде и Калифорнийском университете в Сан-Диего. Избран членом Национальной инженерной академии США — за вклад в теорию сложности, теорию баз данных и комбинаторной оптимизации.
Фелло Ассоциации вычислительной техники (2001).
На 36-м Международном коллоквиуме по автоматике, языкам и программированию (ICALP-2009) было проведено специальное мероприятие в честь вклада Пападимитриу в информатику.

### Отличия
- Премия Кнута (2002)
- Премия Гёделя (2012)
- EATCS-Award[нем.] (2015)
- Медаль Джона фон Неймана (2016)
- Премия Харви (2018)
- Пионер компьютерной техники (2022)